# Сергеј Мозјакин
Сергеј Валеријевич Мозјакин (рус. Серге́й Вале́рьевич Мозя́кин; Јарослављ, 30. март 1981) професионални је руски хокејаш на леду који игра на позицији деснокрилног нападача. Двоструки је светски првак са репрезентацијом Русије, и двоструки освајач Гагариновог трофеја (2014. и 2016) са екипом Металурга из Магнитогорска за коју игра од 2011. године. Од 2009. носилац је највишег спортског државног признања „Заслужни мајстор спорта Русије”.
Рекордер је КХЛ лиге по броју освојених поена у току једне сезоне пошто је у сезони 2013/14. имао учинак од укупно 106 поена (47 голова и 59 асистенција). На утакмици играној 27. септембра 2016. против Авангарда из Омска, а коју је популарна „Магнитка” добила остварио је своју укупно 500. победу у каријери. 
Ожењен је и отац троје деце.

## Вди још
- ХК Металург Магнитогорск